# Experiència extracorporal

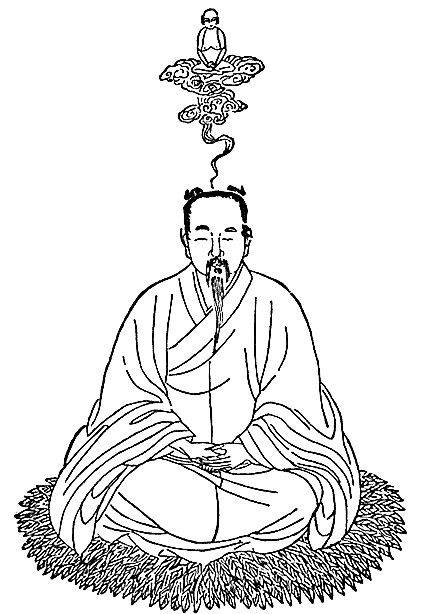
«La separació del cos espiritual», il·lustració en El secret de la Flor d'Or, manual xinès d'alquímia i meditació.

L'experiència extracorporal és la sensació d'estar flotant en l'aire projectat fora del cos. En alguns casos, els creients o partidaris d'aquest fenomen indiquen que la persona pot experimentar l'autoscòpia (possibilitat de veure el seu propi cos des del punt de vista d'un observador extern) o fins i tot el poder projectar-se en altres llocs. Aquesta mateixa sensació s'anomena projecció astral, viatge astral, desdoblament astral o projecció de la consciència quan es tracta d'un tipus d'experiència subjectiva (pot ser conscient o inconscient), per la qual moltes persones diuen haver experimentat el fenomen d'una separació, o «desdoblament», del que anomenen el cos astral (o cos subtil), del cos físic, entre d'altres.
Neurocientífics i psicòlegs consideren aquest tipus d'experiències com una dissociació provocada per diferents factors psicològics i neurològics.

## Investigacions
L'escriptor Robert Monroe va publicar Far journeys, on presenta diferents relats sobre el desdoblament astral. Monroe va desenvolupar un mètode anomenat Hemisync per induir les projeccions. Després de l'èxit del seu llibre, Robert Monroe va fundar l'Institut Monroe per difondre les seves idees.
L'any 1986, el parapsicòleg brasiler Waldo Vieira (1932-2015) va publica Projeciologia, on va registrar més de 1900 casos provinents de fonts en 18 idiomes.
William Buhlman, a Aventures fora del cos, va investigar mètodes de desdoblament.
Altres investigadors importants inclouen Charles Tart y Karlis Osis.